# Bernard Dearman Burtt
Bernard Dearman Burtt ( 14 de junio de 1902, York - 9 de junio de 1938, Singida, Tanganika) fue un botánico británico.
Era primo del botánico Joseph Burtt Davy (1870-1940). Estudia en Aberystwyth y en Reading. Ingresa como asistente del herbario de los Reales Jardines Botánicos de Kew en 1922. En 1925, será funcionario de la Oficina de Reclamos de Tanganika. Efectuará estudios de Botánica para el Departamento de Investigaciones sobre la mosca Tsetse, en Tanganika mas también lo hace en el norte de Rodesia, en Nyasaland, en Uganda, y en Congo Belga. Sería miembro de la Sociedad linneana de Londres en 1933.
Fallece en un accidente aéreo, desempeñándose en una misión oficial.

## Algunas publicaciones
- 1939. A field key to the savanna genera & species of trees, shrubs & climbing plants of Tanganyika Territory. Ed. Govt. Printer
- 1953. A field key to the savanna genera & species of trees, shrubs & climbing plants of Tanganyika. Ed. póstuma Govt. Printer. 128 pp.

## Fuente
- Ray Desmond. 1994. Dictionary of British & Irish Botanists & Horticulturists including Plant Collectors, Flower Painters & Garden Designers. Taylor & Francis & The Natural History Museum (Londres)

- La abreviatura «Burtt» se emplea para indicar a Bernard Dearman Burtt como autoridad en la descripción y clasificación científica de los vegetales.[1]